# 核苷酸切除修复
核苷酸切除修复(nucleotide excision repair)是一种DNA修复方法。由于化学、辐射和很多其他因素的都会对DNA碱基对造成破坏，DNA时常需要修复。核苷酸切除修复是其中一种很重要的方法，通过移除绝大部分紫外线导致的DNA损伤，使得细胞免于受到有害变异的影响（主要形式为胸腺嘧啶二聚体及6,4-光产物）。其發現者，瑞典生物化學家托馬斯·林達爾憑此獲得2015年諾貝爾化學獎。